# Osterhofen (Dischingen)
Osterhofen ist ein Teilort von Eglingen, einem Ortsteil der Gemeinde Dischingen im Landkreis Heidenheim in Baden-Württemberg.

## Lage
Der Weiler Osterhofen liegt etwa sieben Kilometer nordnordöstlich des Gemeindesitzes Dischingen und etwas über einen Kilometer östlich der Ortsmitte von Eglingen auf der Ries-Alb, dem östlichsten Teil der Schwäbischen Alb. Reichlich einen Kilometer im Osten befindet sich die Landesgrenze zu Bayern. Wenig südlich des Ortes fließt der Mühlbach ostwärts und mündet jenseits der Landesgrenze unter dem Namen Bauernbach in die Kessel, einen Zufluss der Donau. Im Süden liegen jenseits des Mühlbachs die drei als Fischteiche angelegten Reuteweiher mit zusammen fast 1,6 ha Fläche, weiter bachabwärts fließt ihm vom nordöstlichen Ortsrand her ein Graben zu. Der Ort ist unmittelbar von Ackerflächen umgeben, die nächsten Wälder sind im Bogen von Südwest bis Nordost einen halben bis einen Kilometer entfernt. Osterhofen ist allein über Gemeindestraßen direkt von Eglingen im Westen und von der K 3003 Eglingen–Amerdingen im Norden her erreichbar.

## Geschichte
Die Endung -hofen des Ortsnamens deutet darauf hin, dass der Ort in der älteren Ausbauzeit (7. bis 10. Jahrhundert) besiedelt wurde. Er wurde vermutlich von Eglingen aus besiedelt, der Ortsname bedeutet demnach „Hof im Osten (von Eglingen)“.
Die erste Erwähnung des Ortes geht auf das Jahr 1316 zurück, in dem das Bistum Augsburg einen Hof in Osterhofen besaß. Ein Gut des Klosters Heilig Kreuz Donauwörth wurde 1327 an Heinrich von Scheppach zu Amerdingen und Vogt Ulrich von Eglingen verkauft.
Die Grafen von Oettingen erwarben 1374 Güter in Osterhofen, ihnen fielen nach der Reformation auch die Besitzungen des Klosters Christgarten zu. Hinsichtlich der Landeshoheit setzten sich aufgrund reichskammergerichtlicher Entscheidungen von 1595 und 1627 die Grafeneck gegen Pfalz-Neuburg und Oettingen durch.
Die Grafeneck verkauften 1723 ihren Besitz an das Fürstentum Thurn und Taxis, er fiel dann 1806 an das Königreich Bayern und 1810 an das Königreich Württemberg. Dort gehörte Osterhofen bis zu dessen Auflösung 1938 zum Oberamt Neresheim (ab 1934 Kreis Neresheim) und anschließend zum Landkreis Heidenheim. 1974 wurde es mit Eglingen zusammen nach Dischingen eingemeindet.

## Bauwerke
Im Ort steht eine 1912 erbaute, den Heiligen Peter und Paul geweihte Kapelle.